# Sent Laurenç de Puisarn
Sent Laurenç d'Arce (en francès Saint-Laurent-d'Arce) és un municipi francès situat al departament de la Gironda i a la regió de la Nova Aquitània.

## Demografia
| 1962                                       | 1968 | 1975 | 1982  | 1990  | 1999  | 2007  |
| ------------------------------------------ | ---- | ---- | ----- | ----- | ----- | ----- |
| 703                                        | 782  | 877  | 1.020 | 1.140 | 1.057 | 1.289 |
| Des de 1962: població sense dobles comptes |      |      |       |       |       |       |

## Administració
| Període   | Identitat       | Partit |
| --------- | --------------- | ------ |
| 1977-2001 | Michel Carrique |        |
| 2001-     | Jacques Bastide |        |

## Agermanaments
- Sant Llorenç d'Hortons
- Klingenberg am Main